# Khalid Boukichou
Khalid Boukichou, né le 17 septembre 1992, à Nador (Maroc), est un joueur Belgo-Marocain de basket-ball. Il évolue au poste de Pivot.

## Biographie
Ce joueur évolue pendant 6 saisons consécutives à Oostende ou il remporte six titres de Champion de Belgique avec ce club. Il effectue une pige avec Pau-Lacq-Orthez lors du début de saison 2017-2018. Le 2 novembre 2017, il signe pour le club de l'Élan Chalon pour le reste de la saison 2017-2018. En septembre 2018, il signe pour le Sigal Prishtina qui évolue au Kosovo en Superliga. Le 19 mars 2019, il rejoint la deuxième division française en signant au SLUC Nancy Basket.

## Carrière

### Clubs
- 2010-2011 :  Al Hoceima (1er division)
- 2011-2017 :  BC Telenet Oostende (Division 1)
- 2017 :  Pau-Lacq-Orthez (Pro A)
- novembre 2017-2018 :  Élan Chalon (Pro A)
- 2018-mars 2019 :  Sigal Prishtina (Superliga)
- 2019 :  SLUC Nancy (Pro B)
- 2019-2020 :  Spirou Charleroi Basket (Division 1)
- novembre 2020-2021 :  BCM Gravelines Dunkerque (Jeep Élite)
- 2021 :  Ohod Medina (SBL)
- 2022 :  SLUC Nancy (Pro A)
- depuis 2023 :  Association sportive de Salé (Division Excellence)

## Palmarès
- Champion de Belgique : 2012, 2013, 2014, 2015, 2016 et 2017
- Coupe de Belgique : 2013, 2014, 2015, 2016 et 2017
- Supercoupe du Belgique : 2014 et 2017